# Dunbar
Cet article concerne la ville écossaise. Pour les homonymes, voir Dunbar (homonymie).
Dunbar est une ville d'Écosse située au bord de la mer du Nord, dans la région de l'East Lothian.

## Toponymie
Dunbar tire son nom du gaélique Dùn (fort) et Barra (sommet), lui-même probablement tiré du cambrien Din-Bar ou Dynbaer.

## Histoire
Un lieu nommé Dynbaer est attesté pour la première fois par Eddius en 680. Il passe au VIe siècle sous la domination du royaume anglo-saxon de Northumbrie. Par la suite, il devient une terre royale et sert de prison à l'évêque Wilfrid. C'est depuis Dunbar qu'est administrée le nord de la Northumbrie, dont le roi est représenté par un reeve (puis sheriff). L'économie est principalement fondée sur une taxe en nature prélevée sur la production alimentaire.
Les invasions vikings fragilisent la Northumbrie et rendent la région vulnérable aux incursions écossaises. Dunbar est brûlée au IXe siècle par Kenneth MacAlpin. Elle passe définitivement sous domination écossaise en 1018 à la suite de la bataille de Carham, quand le Lothian est cédé au roi Malcolm II.
Une première bataille majeure se tient en 1296 pendant la guerre d'indépendance écossaise. Les troupes anglaises l'emporte ce qui leur permet d'occuper les lowlands. En 1310, la ville acquiert le statut de bourg royal. Pendant la guerre des Trois Royaumes, l'armée parlementaire d'Oliver Cromwell entre en Écosse par Dunbar et remporte une victoire décisive en 1650, ce qui conduit à l'exil de Charles II et l'incorporation de l'ancien royaume dans le Commonwealth.
En janvier 1987 l'église anglicane est presque entièrement détruite par un incendie, à l'exception des murs. Elle a depuis été reconstruite avec un intérieur moderne.

## Géographie

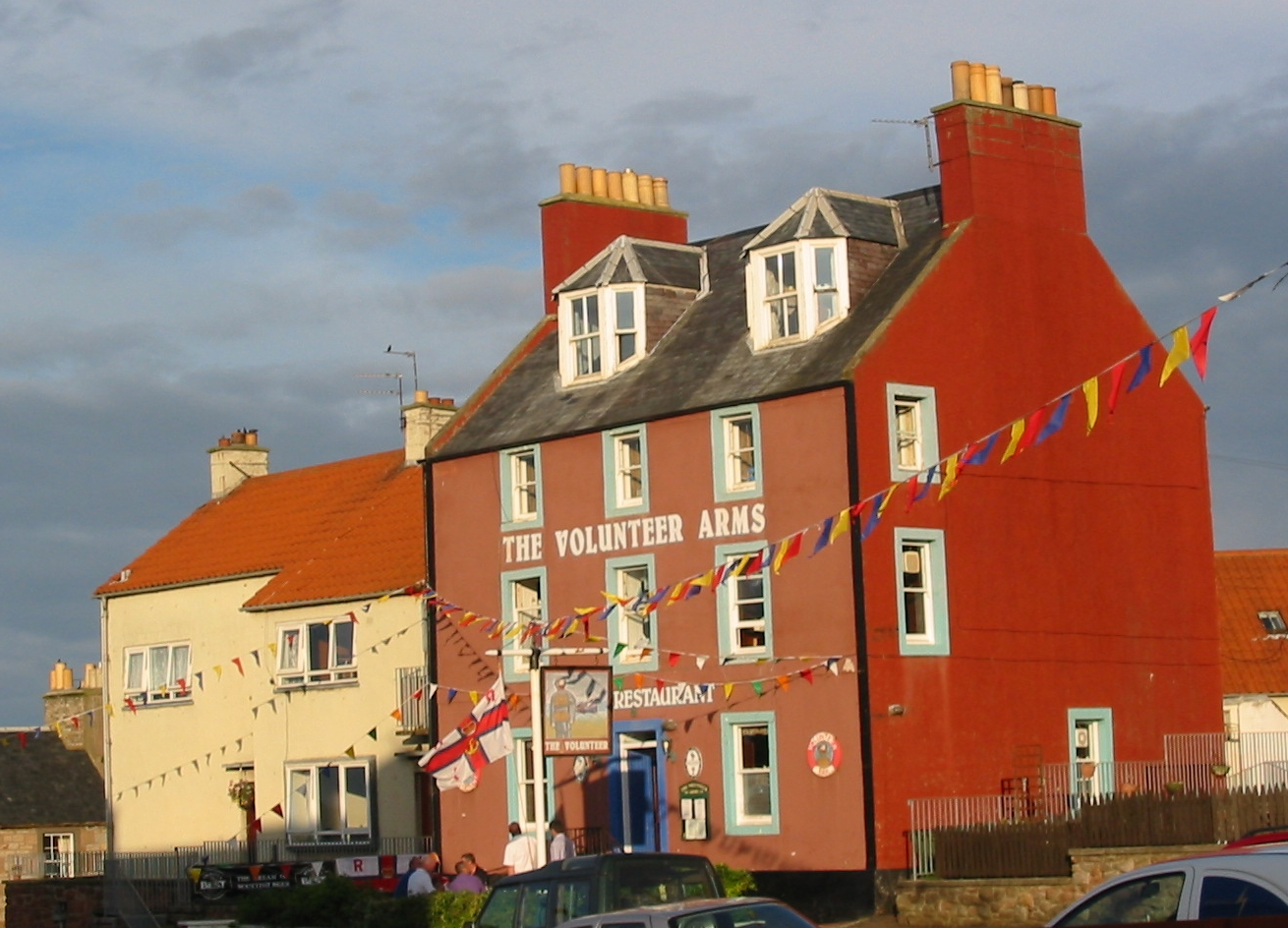
The Volunteer Arms à Dunbar.

Dunbar est située à environ 50 km à l'est d'Édimbourg et à 45 km de la frontière anglaise. 
Dunbar est un ancien burgh royal et a donné son nom à une paroisse civile et ecclésiastique. La paroisse s'étend sur environ 12 km d'est en ouest et 5,5 km du nord au sud, pour une superficie d'environ 3 000 hectares ; elle comprend les villages de West Barns, Belhaven, East Barns (abandonné) et quelques hameaux et fermes.
Dunbar est devenue à présent une ville résidentielle populaire hébergeant principalement des travailleurs exerçant une activité à Édimbourg. Jusque dans les années 1960, la population de la ville ne dépassait pas 3 500 habitants mais son développement ultérieur fit quasiment doubler ce chiffre pour atteindre 6 354 habitants lors du recensement de 2001.
La ville est desservie par la Dunbar railway station.

## Jumelages
Dunbar est jumelée avec :
- Lignières (Cher) (France)
- Martinez (Californie) (États-Unis)

## Source
- (en) Cet article est partiellement ou en totalité issu de l’article de Wikipédia en anglais intitulé « Dunbar » (voir la liste des auteurs).